# نور الدين بدوي
نور الدين بدوي (22 ديسمبر 1959 -)  رجل دولة وسياسي ووزير جزائري، الوزير الأول الجزائري تولى رئاسة حكومة الجزائر منذ 11 مارس 2019  خلفا لأحمد أويحيى،   وقبلها كان وزيرا للداخلية وهو المنصب الذي احتفظ به في الحكومات المتعاقبة، منذ 14 مايو 2015 في حكومة عبد المالك سلال الرابعة فحكومة سلال الخامسة ثم في حكومة عبد المجيد تبون وآخرها في حكومة أحمد أويحيى العاشرة.
تخرج في المدرسة الوطنية للإدارة، وتقلد العديد من المناصب والمهام الإدارية وتدرج في المسؤوليات من متصرف إداري إلى نائب مدير إلى مدير بالإدارة المحلية ثم إلى رئيس دائرة بعدد من دوائر مختلفة بمناطق البلاد فمديرا للإدارة المحلية بأكثر من ولاية ثم منصب أمين عام لولاية وهران قبل أن يعين لاحقا مسؤولا تنفيذيا أولا على رأس ولاية سيدي بلعباس ثم ولاية برج بوعريريج، وبعدها ولاية سطيف، ثم ولاية قسنطينة التي قضى فيها سنواته الأخيرة كوالٍ، ليتولى بعدها حقيبة وزير التكوين و التعليم المهنيين في 11 سبتمبر 2013.

## الولادة والنشأة
ولد نور الدين بدوي في 22 ديسمبر 1959 في عين طاية في مدينة الجزائر العاصمة. ينحدر والداه من ولاية ورقلة جنوب البلاد، من الجيل الذي الذي تولى مناصب المسؤولية في الجزائر قبل استقلال البلاد..

## التعليم
درس في المدرسة الوطنية للإدارة بالجزائر العاصمة وتخرج فيها.

## الوظائف الادارية
- قاض بمجلس المحاسبة.
- مراقب الحسابات. مساعد
- نائب مدير «التنظيم» بولاية الجزائر.
- مدير الإدارة بتيزي وزو وعنابة.
- رئيس دائرة بولوغين بالجزائر وعين طويلة بخنشلة.
- الأمين العام لولاية وهران
- والي ولاية سيدي بلعباس وبرج بوعريريج وسطيف وقسنطينة

## الحقائب الوزارية
- 11 سبتمبر 2013 وزير التكوين و التعليم المهنيين
- 14 مايو 2015-11 يونيو 2016: وزير الداخلية والجماعات المحلية (حكومة عبد المالك سلال الرابعة)
- 11 يونيو 2016 -24 مايو 2017: وزير الداخلية (حكومة عبد المالك سلال الخامسة)
- 24 مايو 2017- 15 أغسطس 2017: وزير الداخلية (حكومة عبد المجيد تبون)
- 17 أغسطس 2017 - 11 مارس 2019: وزير الداخلية (حكومة أحمد أويحيى العاشرة.

## رئاسة الوزراء
بعد أسابيع من المظاهرات العارمة الرافضة لولاية خامسة للرئيس الجزائري عبد العزيز بوتفليقة استجاب بو تفليقة لضغط الشارع فسحب ترشحه للانتخابات الرئاسية القادمة،  وتعهده بتسليم السلطة للرئيس الذي سينتخبه الشعب الجزائري في أول استحقاقات رئاسية تنظم في وقت لاحق.مع جملة قرارات تمثلت بتأجيل الانتخابات الرئاسية التي كانت مقررة في أبريل 2019، واقالة حكومة الوزير الأول السابق أحمد أويحيى.و تعيين نور الدين بدوي رئيسا جديدا للوزراء، بعد أن كان يشغل منصب وزير الداخلية في الحكومة المقالة واستحداث وظيفة نائب أول لرئيس الوزراء، وتعيين (رمضان العمامرة) رمطان لعمامرة في تلك الوظيفة. وإنهاء مهام رئيس الهيئة الوطنية العليا المستقلة لمراقبة الانتخابات عبد الوهاب دربال والأعضاء المعينين بالهيئة ذاتها، وإعلان قيام ندوة وطنية جامعة مستقلة، تكون بمثابة هيئة تتمتع بكل السلطات اللازمة «لتدارس وإعداد واعتماد كل أنواع الإصلاحات التي ستشكل أساس النظام الجديد».
بعد مراسيم تنصيب رئيس الجمهورية الجديد عبد المجيد تبون في 19 ديسمبر 2019، استقبل بمقر رئاسة الجمهورية، في اليوم نفسه، الوزير الأول، نور الدين بدوي، «الذي قدم له استقالته التي حظت بالموافقة» حسب ما جاء في بيان لرئاسة الجمهورية. كما قام رئيس الجمهورية عبد المجيد تبون بتعيين وزير الخارجية السابق صبري بوقادوم وزيرا أولا بالنيابة لغاية تشكيل حكومة جديدة.